# Girolamo Magnani
Girolamo Magnani (Borgo San Donnino, 22 aprile 1815 – Parma, 24 settembre 1889) è stato un decoratore e scenografo italiano.

## Biografia

### Lo studio
Nato a Borgo San Donnino, l'attuale Fidenza, il 22 aprile 1815 e rimasto troppo presto orfano, grazie all'aiuto dei concittadini e con un sussidio del comune, studiò presso l'Accademia delle Belle Arti di Parma, allora diretta da Paolo Toschi, dove seguì lezioni con famosi scenografi teatrali dell'epoca, come Giuseppe Boccaccio e Giacomo Giacopelli. Toschi raccomandò Magnani alla duchessa di Parma Maria Luigia d'Austria, che nel 1844 gli affidò l'incarico di scenografo nel Teatro Regio di Parma, funzione che ricoprì fino al 1886.

### I primi lavori

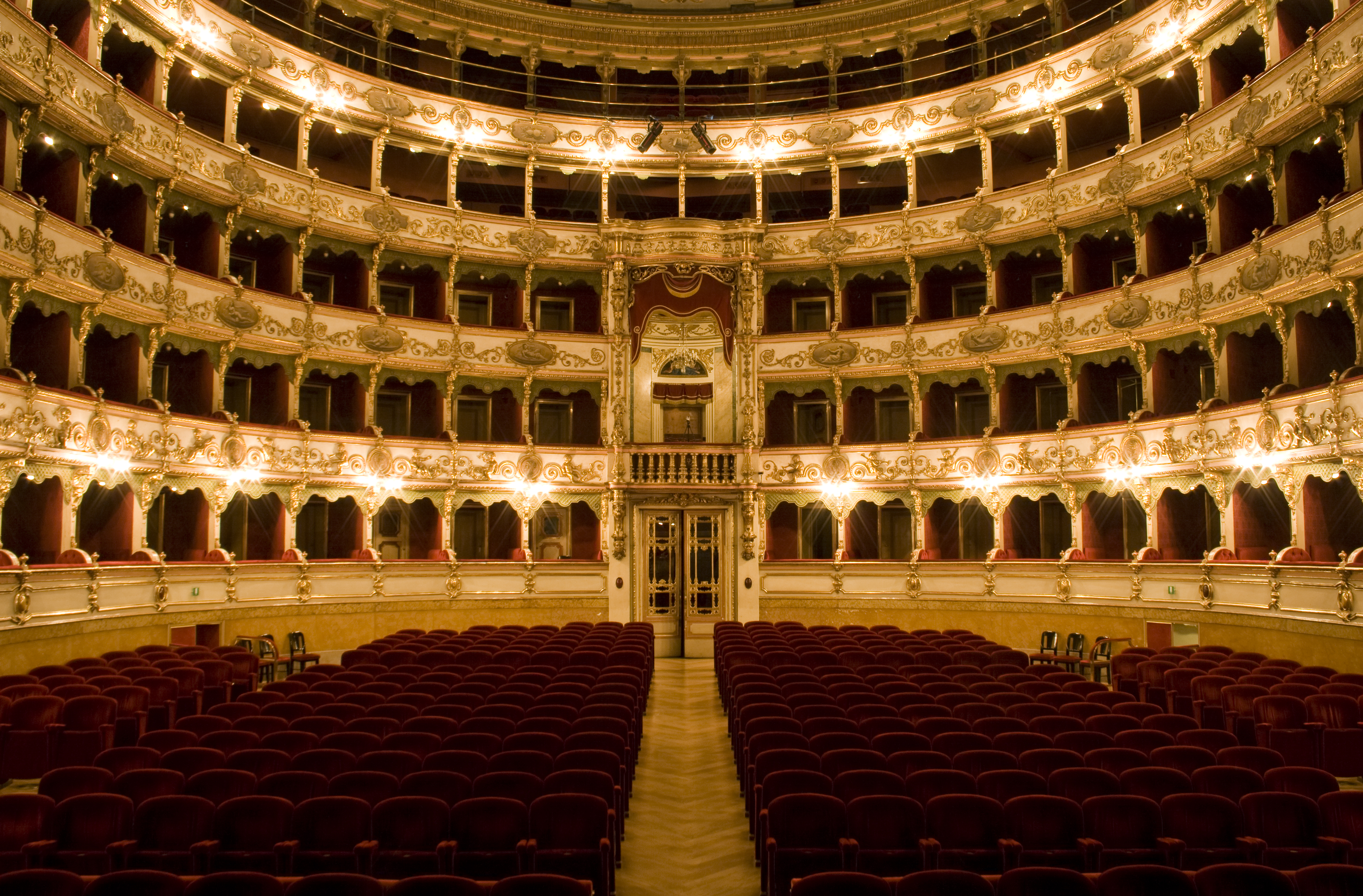
La sala del Teatro di Brescia

Il primo incarico del ventenne Magnani fu nel 1835 alla Pinacoteca di Parma, l'attuale Galleria nazionale che lo vide affrescare gli ambienti destinati a ospitare le opere del Correggio: le sale della Rocchetta.  Magnani dipinse il tabernacolo per il dipinto Madonna di San Girolamo del Correggio ed alcune pitture murali della Corte d'Appello.
Nel 1843 venne incaricato di rifare l'ornato del teatro di Guastalla e nel 1844 l’impresario Musi lo incaricò di dipingere le scene per l’opera Il bravo di Saverio Mercadante.
Nel 1848 fu nominato professore di ornato, dipinto e modellato nell'Accademia di Belle Arti di Parma, di cui diventerà più tardi presidente. Lavora nei teatri di Piacenza, Reggio Emilia e Brescia.
Con decreti del 15 marzo 1853 venne istituita la figura di "Pittore-Direttore scenografo pel disegno e per la dipintura delle scene del Real Teatro di Parma" e ne fu assegnato l'incarico a Girolamo Magnani che restaurò e decorò in 4 mesi il Teatro Regio di Parma, ottenendo, dal duca Carlo III di Parma, la nomina a Cavaliere di I Classe dell'Ordine del Merito di San Lodovico.
Magnani fu membro della Commissione Amministrativa del Teatro per la costruzione del teatro municipale e ne curò interamente i decori. Il teatro venne inaugurato 26 ottobre 1861 con Il trovatore di Giuseppe Verdi.
Partecipò al bando e vinse con l’architetto Cipolla e Cecrope Barilli il progetto del Palazzo della Banca d'Italia a Firenze, quando questa era la Capitale d'Italia. Nel 1870 dipinse la sala dei banchetti al Palazzo del Quirinale a Roma.

### Scenografo di Giuseppe Verdi
Contattato nel 1871 dall'Impresa Ricordi, realizzò la scenografia per la prima dell'Aida di Giuseppe Verdi (col quale strinse anche amicizia) nel Teatro dell'Opera de Il Cairo che si tenne il 24 dicembre di quell'anno, cui fece seguito la prima italiana, l'8 febbraio 1872, al Teatro alla Scala di Milano, dove Magnani fu chiamato come sostituto di Carlo Ferrario. La collaborazione con il Cigno di Busseto durò per diversi anni, Girolamo Magnani dipinse le scene di ben 20 opere di Verdi, tra le altre, quelle de Il trovatore.
Nel 1872 lavorò in tutta Europa per conto dei teatri di Londra, Porto, il San Carlo di Napoli, ancora alla Scala di Milano, Madrid, Genova, Treviso e Parigi.
Nel 1874 fu chiamato all'Accademia della Musica di Filadelfia, dove dipinse le scene per i festeggiamenti del centenario della Dichiarazione di indipendenza degli Stati Uniti.

### Gli ultimi anni
A Parma fu molto attivo, lavorò per il Teatro Reinach, realizzò la Sala del Consiglio del palazzo della Cassa di Risparmio nel 1875, decorò l'arco trionfale per la venuta di Vittorio Emanuele II a Parma, addobbò la collegiata di San Bartolomeo Apostolo di Busseto per la festa del patrono San Bartolomeo del 24 agosto 1883 e dipinse con Cecrope Barilli la Sala Consiliare del palazzo del Comune di Parma nel 1885. In tarda età Girolamo Magnani narrò di aver dipinto oltre cinquemila scene. Nel Teatro comunale di Cagli si conserva l'intera serie (fondali e quinte) dipinte dal Magnani per l'inaugurazione del 1878.
Colpito nel 1887 da una paralisi, smise di lavorare ma le sue scenografie vennero utilizzate ancora per diversi anni. Morì a Parma il 24 settembre 1889.
Nel 1895 il Teatro di Borgo San Donnino gli fu dedicato e prese il nome di Teatro Girolamo Magnani.